# Reunion Island Challenger 1997
Il Reunion Island Challenger 1997 è stato un torneo di tennis facente parte della categoria ATP Challenger Series nell'ambito dell'ATP Challenger Series 1997. Il torneo si è giocato a Riunione in Francia dal 24 al 30 novembre 1997 su campi in cemento.

## Vincitori

### Singolare
Jan Apell ha battuto in finale  Arnaud Clément con il punteggio di 6–4, 7–6

### Doppio
Clinton Ferreira /  Jan Siemerink hanno battuto in finale  Álex Calatrava /  Jérôme Golmard con il punteggio di 6–2, 6–3